# عبر شعبة العليا (الحيمة الداخلية)

تعديل مصدري - تعديل

عبر شعبة العليا هي إحدى قرى عزلة بني الحذيفي بمديرية الحيمة الداخلية التابعة لمحافظة صنعاء، بلغ تعداد سكانها 250 نسمة حسب تعداد اليمن لعام 2004.